# Naprężenie zrywające
Naprężenie zrywające – rzeczywiste naprężenie występujące w próbce powodujące jej zerwanie. Naprężenie zrywające określa się przez wykonanie statycznej próby rozciągania i określa się jako iloraz siły rozrywającej i przekroju próbki w momencie rozerwania. Przyjmuje się, że pole przekroju w momencie zerwania jest równe polu po przekroju w miejscu zerwania po zerwaniu:
{\displaystyle R_{u}={\frac {F_{u}}{S_{u}}},}
gdzie:
{\displaystyle R_{u}} – naprężenie zrywające,
{\displaystyle S_{u}} – pole przekroju poprzecznego próbki w miejscu zerwania,
{\displaystyle F_{u}} – siła zrywająca próbkę.